# 伊谷亜子
伊谷 亜子（いたに あこ、10月5日生）は、広島県東広島市出身のシンガーソングライター、タレント、舞台役者、声優、ナレーター。

## 人物
高校卒業まで広島に居住。専修大学人間科学部社会学科卒業後、演劇集団 円の研究生になり修了。円・演劇研究所36期。最終選考で劇団員には選ばれなかった。2013年3月全国公開された大和田伸也初監督作品「恐竜を掘ろう」で映画デビュー。
趣味・百マス計算、特技：癒し系イラスト。
高所作業車、小型車両系建設機械の資格を保有している。
現在は「コスプレギターアーティスト」として東京、名古屋、大阪、滋賀などでライブを行っている。
出身は上記の通り、広島県東広島市であるが、現在の実家は滋賀県にあり、活動も滋賀県を中心としたものになっている。
アニメ好き。好きなアニメはポケモン、デジモン、ONE PIECEなど。ファンの間では、ピカチュウの人形を大量に保有しているピカチュウ好きとして知られる。 ちなみに好きなドラえもんのキャラはドラえもん。

## 来歴
- 2009年11月：吉祥寺シアターで行われた、劇団印象『父産』にて、舞台役者としてデビューを果たす[1]。
- 2016年10月：コスプレギターアーティストとしてシンガーソングライター活動を始める[5]。
- 2017年3月：MXテレビ、チバテレビ・「真夜中のおバカ騒ぎ!」で地上波初レギュラー。
- 2021年2月：カラオケルームまねきねこの専属アーティストとして、同社店舗のオリジナルコンテンツ「ココプラ！」内で、わらふぢなるお、JOY、アルコ&ピースとともにMCを務める。[6][7]

## 出演

### 現在出演中

#### ラジオ
- 蒼い月のサブカルNEO！（FMおおつ） - コーナーレギュラー
- 伊谷亜子のエレキDE SHOW （えふえむ草津、2021年4月1日 - ）

#### その他
- カラオケまねきねこ ココプラ!（同グループの店内で配信される番組）（2021年2月-）

### テレビ
- 真夜中のおバカ騒ぎ（TOKYO MX、チバテレ）
- まろに★え～るTV～とちぎの旅！ワクワクすっぞ！」＃５＃６ゲスト(とちぎテレビ)
- 金曜オモロしが(びわ湖放送)
- 未確認情報調査団「真夜中のなんじゃかんじゃ」 （KBS京都）
- 街角secret（KBS京都）
- おまねきてれび３（BS12）[8]

### 映画
- リング - 貞子に呪われて死ぬ死体役

### ラジオ
- 伊谷亜子のアニメのうた（えふえむ草津）[4]
- 伊谷亜子の真夜中ごりごり気分（ミュージックバード、2024年7月7日 - 9月29日）
- 山本かおりの渋谷DEもっさんタイム（渋谷クロスFM）[9]

## ディスコグラフィー
以下のような作品を発表している。

### DVD
- すきドル４ライブDVD（2017.8横浜、滋賀、大阪）

### CD

#### シングル
- tomodachi／ロックンロール・スナイパー（2016年12月）
- ゆめこい（2017年2月）
- 赤い棘（2017年3月）
- キヲクノカケラ／滋賀のうた（2017年4月）
- 滋賀のうた（1～22番）（2017年10月）
- エレキごりごり／今日もイタニャンコに会いにゆく!!（2018年1月）
- こうかしいこうか（滋賀県甲賀市のうた）（2018年4月）
- TEBASAKIウーマン（2018年）
- 東広島酒ROCｋ／Love Trip（2018年）
- KYOTO ALIVE（2018年）
- Get Back（2019年）

#### アルバム
- あ！アルバム…（2017年4月）
- あ！冬ソング...！（2020年1月）
- あ！地方ソング...！（2020年）

### その他
- すきドル４公式ソング集（2017年12月）